# Burg Neu-Altstätten
Die Burg Neu-Altstätten ist eine Burg oberhalb von Lüchingen (Gemeinde Altstätten) im St. Galler Rheintal.
Sie wurde um 1375 (Ersterwähnung) erbaut und ist ein Kulturgut von regionaler Bedeutung. Neu-Altstätten ist die einzige von ursprünglich vier Altstätter Burgen, die es noch gibt. Sie war einer der Wohnsitze der ab 1155 erwähnten Herren von Altstätten.
Die als Festes Haus oder Turmburg zu benennende Hangburg hat vier Stockwerke und ein interessantes nach zwei Seiten weit überkragendes Satteldach, dass auf den Giebelseiten Fachwerk aufweist. Sie steht auf einem terrassenförmig angelegten Hang, an zwei Seiten sind Gebäude an den Wohnturm angebaut.